# Trine
Trine (укр. Потрійний) — відеогра, платформер-головоломка з елементами рольової гри, розроблена Frozenbyte і видана Nobilis. Початково гра вийшла для Microsoft Windows у 2009 році, пізніше була портована на Linux, OS X і для PlayStation Network (PlayStation 3 і PlayStation 4).
Гравець керує трьома героями, кожен з яких наділений особливими вміннями, щоб вирішувати головоломки і боротися з ворогами та врешті врятувати занепале королівство.
Продовження під назвою Trine 2 було випущене в 2011 році. Ремейк Trine, Trine: Enchanted Edition, вийшов у 2014 і відрізняється оновленим рушієм з можливістю мультиплеєру.

## Ігровий процес

Маг левітує куб, щоб вилізши на нього дістатися до платформи

### Основи
Гравець керує трьома героями, вміння яких необхідно комбінувати задля вирішення головоломок, знищення ворогів і просування сюжетом. Trine виконана в тривимірній графіці, але сам ігровий процес відбувається в площині з виглядом з боку. В кожен конкретний момент гравцеві підконтрольний лише один герой, але в будь-який час він може замінити поточного героя на іншого. Головоломки побудовані таким чином, що гравець вирішує їх частину одним персонажем, потім перемикається на іншого, вирішує наступну частину і так далі. Разом з тим багато завдань можна вирішити різними шляхами. Типова головоломка передбачає переміщення через перешкоди та збір корисних предметів, уникаючи при цьому пасток на кшталт шипів і вогню.
Упродовж гри персонажі накопичують досвід шляхом знищення ворогів і збору магічного зілля. Коли досвіду достатньо, гравець може розкрити в одного героя нове вміння або вдосконалити існуюче. Також у скринях можна знайти предмети, такі як обладунки чи амулети, що полегшують проходження Trine. Всі троє володіють запасом здоров'я та енергії. Коли здоров'я вичерпано, персонаж стає недоступним. Енергія витрачається на застосування спеціальних умінь і відновлюється зіллям мани чи завдяки розвиненим умінням. Персонажі здатні пірнати у воду і перебувати там, поки не вичерпається запас повітря. Збереження прогресу і відродження загиблих героїв відбувається в точках збереження.
Кооперативна гра надає можливість для двох чи трьох гравців проходити рівні разом за одним комп'ютером. При цьому вони розподіляють між собою запас здоров'я та енергії. В перевиданні додався мультиплеєр, у якому гравці можуть мінятися героями за згодою одне одного і спілкуватися в чаті.

### Герої
- Злодійка Зоя (англ. Zoya the Thief) — вміє стріляти з лука та підтягуватися до віддалених поверхонь гарпуном. Стріли летять по параболі, гравець може регулювати кут і силу пострілу. З часом отримує більше пострілів за раз і вогняні стріли, які завдають більше ушкоджень, пробивають дошки і запалюють смолоскипи, щоб освітлювати темні місця.
- Маг Амадей (англ. Amadeus the Wizard) — вміє переміщувати предмети на відстані та створювати куби, які використовуються як підвищення й противаги. З часом отримує здатність викликати більше кубів, плити й летючі піраміди. Реалізовано це через малювання фігур, після чого вони матеріалізуються у відповідні предмети. Амадей не володіє зброєю, але може вдаряти ворогів навколишніми предметами та скидати ними в провалля. Маг не може переміщувати предмети, на яких стоїть.
- Лицар Понтій (англ. Pontius the Knight) — спеціалізується на знищенні ворогів і перешкод. Володіє мечем і щитом, яким може прикриватися від атак. З часом отримує вогняний меч і здатність відбивати щитом атаки в нападників, а також молот, місцями потрібний для розбивання стін і каменів.

## Сюжет

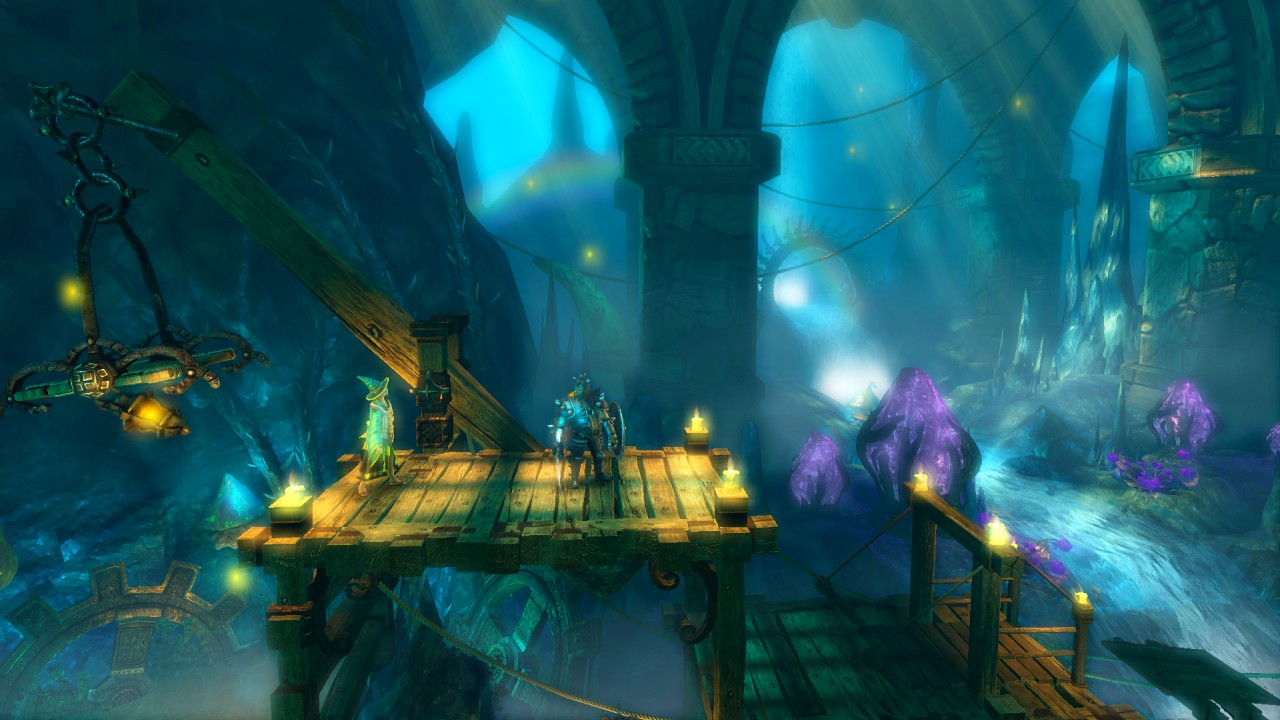
Маг і лицар в печерах (не реальний геймплей)

Події відбуваються в королівстві, що перебуває в занепаді. Після смерті короля не лишилося спадкоємців престолу і численні самозванці почали боротьбу за владу. В землях королівства пробудилися злі сили, рухомі скелети й чудовиська. Злодійка Зоя пробирається до скарбниці з метою обікрасти її, але знаходить артефакт Трійцю. В цей час маг Амадей відчуває його силу і поспішає до скарбниці. Лицар Понтій вирушає зупинити незваних гостей і під впливом артефакту, як і решта, торкається його. Це пов'язує їхні душі таким чином, що лише один персонаж може бути втіленим, а решта стають безтілесними. Амадей розуміє — артефакт обрав їх для порятунку королівства. Він радить розшукати ще два артефакти, котрі згадуються в легенді про Трійцю. Саме вони тримали життя в балансі, який, схоже, порушено.
Трійця героїв вирушає ввечері крізь покинуті підземелля Астральної академії на пошуки. Тут з'ясовується, що Амадей недоучка і не вміє творити атакуючого закляття «фаєрбол». Проте здібності всіх трьох мандрівників доповнюють одне одного і Зоя, Амадей та Понтій дістаються до печер, заповнених старими риштуваннями та тунелями. Подолавши печери, герої опиняються в Старому замку, занедбаному після навали скелетів, але пастки якого справно працюють. Там виявляється другий артефакт — артефакт сили. Їм вдається відшукати щоденник старого короля, завдяки якому наранок знайти Руїни полеглих всередині лісу. Проте третього артефакту, артефакту тіла, немає у згаданому місці на вершині руїн. Герої розуміють, що його було вкрадено і саме це спричинило підняття скелетів з могил. Невдовзі трійця помічає Темну вежу та вирушає туди в надії знайти артефакт за її стінами. Зоя, Амадей та Понтій пробираються в ливарні, де армія скелетів виготовляє зброю. Перед ними постає старий король Сарек, що прагнув володіти всіма трьома артефактами, але без Трійці — артефакту душі, перетворився на злого володаря кістяків. Сарек намагається завадити возз'єднати всі артефакти, посилаючи скелетів, ставлячи перешкоди й затоплюючи вежу розплавленим металом. Але герої попри все піднімаються на верхівку Темної вежі, де виконують свою місію. В останній атаці лиходій гине, порядок в королівстві поступово відновлюється.
Коли обирають нового короля, він винагороджує героїв. Понтій відмовляється стати командиром, натомість стає головним виробником елю в королівстві. Зоя отримує багатство, якого прагнула. Амадей же за якийсь час одружується і троє його дітей виявляються здібними магами. Закінчується гра словами «Але, незважаючи ні на що… З тих пір вони всі жили щасливо».
Після завершення сюжету відкривається бонусна глава, в якій трійця вибирається з підземелля, яке затоплює метал, на поверхню. Зібравши на шляху всі пурпурові пляшечки, гравець отримує заставку, що пов'язує Trine з Trine 2.

## Ремейк
24 липня 2014 року Frozenbyte випустили ремейк гри під назвою Trine: Enchanted Edition. Він виконаний на рушієві Trine 2, що надає покращену графіку та підтримує мережевий мультиплеєр і збереження в будь-який момент, щоб продовжити гру з того самого місця. Точки збережень при цьому використовуються і надалі.
Власники оригінальної гри для Windows і PlayStation 3 отримали можливість завантажити ремейк безкоштовно.

## Оцінки і відгуки
| Агрегатор  | Оцінка                   |
| ---------- | ------------------------ |
| Metacritic | 80/100 (PC) 83/100 (PS3) |

| Видання | Оцінка |
| ------- | ------ |
| IGN     | 8.2/10 |

Trine отримала загальне схвалення, зібравши на агрегаторі Metacritic 80 балів зі 100 для ПК та 83 зі 100 для Play Station 3. Trine виграла нагороду GameSpot «Найкраща завантажувана гра» на виставці Electronic Entertainment Expo 2009.
Видання «IT Reviews» рекомендувалоTrine з висновком: «Trine естетично приємний і добре виконаний платформер-головоломка, що захоплює дослідженням всіх закутків рівнів з метою розвивати ваших персонажів до максимальної сили. Коли ви завершите сингплеєр, мультиплеєр вдихне нове життя в гру, досвід від якої стає геніально іншим.» IGN зауважили, що «брак різноманітності ворогів, розчаровуюче завершення, і хиткий мультиплеєр заважають Trine стати великою грою, але вона все-таки дуже рекомендований платформер-головоломка.» У австралійському ток-шоу «Good Game» Trine оцінили в 15/20.
У лютому 2011 року, Frozenbyte повідомили, що Trine було продано накладом 400000 копій загалом для всіх платформ. У грудні того ж року, невдовзі після випуску продовження, стало відомо, що продажі склали вже 1,1 мільйона копій. В жовтні 2014, Frozenbyte поділилися, що ігри серії Trine продано обсягом 7 мільйонів примірників.